# 科羅納 (明尼蘇達州)
科羅納（英語：Corona）是位於美國明尼蘇達州卡爾頓縣的一個非建制地區。

## 歷史
科羅納的郵局於1910年成立，其後於1921年停運。此地名在拉丁語的意思為「王冠」，標示此地在縣內的高海拔。

## 地理
科羅納所處的海拔為高於海平面395米（即1296英呎），而該地所採用的時區為UTC-6，即北美中部時區（CST）。同時該地設有夏令時間，為UTC-6調快一小時，即UTC-5（CDT）。